# Grube Hubertus (Bergisch Gladbach)
Die Grube Hubertus ist eine ehemalige Eisen-Grube des Bensberger Erzreviers in Bergisch Gladbach. Das Gelände gehört zum Stadtteil Hebborn. Aufgrund eines Mutungssgesuchs vom 13. Juli 1873 erfolgte die Verleihung des Grubenfeldes am 24. November 1873 mit dem Namen Hubertus auf Eisenstein. In der Umgebung von Unterboschbach erstreckt sich das Grubenfeld Hubertus am nördlichen Rand der Paffrather Kalkmulde. Nordöstlich von der Ortschaft Unterboschbach sieht man etwa 150 m hinter einer Kuhweide ein kleines Wäldchen in einem Siefen. In diesem Quellgebiet des Boschbaches, der in den Mutzbach fließt, befand sich der Fundpunkt der Grube Hubertus. Über den Betrieb der Grube ist nichts bekannt.